# Emmanuel Mayuka
Emmanuel Mayuka (* 21. listopadu 1990, Kabwe) je zambijský fotbalový útočník a reprezentant, od roku 2016 hráč zambijského klubu Green Buffaloes FC.

## Klubová kariéra
- Kabwe Warriors FC 2006–2008
- Maccabi Tel Aviv FC 2008–2010
- BSC Young Boys 2010–2012
- Southampton FC 2012–2015
- →  FC Sochaux-Montbéliard (hostování) 2013–2014
- FC Méty 2015–2016
- Zamalek SC 2016–2017

Začínal v zambijském klubu Kabwe Warriors FC, v roce 2008 přestoupil do izraelského Maccabi Tel Aviv FC, s nímž vyhrál v roce 2009 izraelský ligový pohár Toto Cup. Po dvou letech odešel do švýcarského BSC Young Boys, v roce 2012 podepsal pětiletý kontrakt v Southamptonu. Sezónu 2013/14 strávil na hostování v FC Sochaux-Montbéliard.

## Reprezentační kariéra
Jako sedmnáctiletý byl povolán na Mistrovství světa ve fotbale hráčů do 20 let 2007, kde Zambie skončila v osmifinále. Ve stejném roce debutoval v seniorské reprezentaci, pětkrát se zúčastnil Afrického poháru národů. Byl členem týmu, který vyhrál Africký pohár národů 2012 v Gabonu a Rovníkové Guineji, kde vstřelil tři branky a obdržel cenu pro nejlepšího střelce.

Zúčastnil se i Afrického poháru národů 2015 v Rovníkové Guineji, kde Zambie obsadila se 2 body poslední čtvrté místo v základní skupině B.